# Nguyễn Đức Hiền
Nguyễn Đức Hiền (nascido em 14 de novembro de 1925) é um ex-ciclista olímpico vietnamita. Representou sua nação em dois eventos nos Jogos Olímpicos de Verão de 1952.